# Комсомольський парк (Ялта)
«Комсомольський» (також Парк Віннера) — парк-пам'ятка садово-паркового мистецтва місцевого значення, розташований на території Міжнародного дитячого центру «Артек» у смт Гурзуф Ялтинської міськради. Створений відповідно до Постанови ВР АРК № 579 від 1 грудня 1972 року.

## Опис
Землекористувачем є Міжнародний дитячий центр «Артек», площа — 7 га. Парк розташований у межах комплексу «Горний» у смт Гурзуф Ялтинської міськради.
Парк створений із метою охорони і збереження на його території природних і штучних паркових ландшафтів.